# 児童虐待
児童虐待（じどうぎゃくたい、英: child abuse, child maltreatment）は、児童の周囲の人間（保護者、学校教師、施設職員など）が、児童に対して虐待を加える (Abuse) 、または育児放棄（ネグレクト）することである。幼児の場合は幼児虐待（ようじぎゃくたい）という。
WHOは全成人の4人に1人は年少児に身体的虐待を、女性の20%と男性の8%は年少時に性的虐待を受けたと報告している。WHOによれば毎年4.1万人の15歳以下児童が自宅にて殺されているという。経済協力開発機構 (OECD) は児童虐待に起因する医療・司法・逸失利益のコストは、米国においてはGDPの約1%、豪州においては少なくともGDPの1%に上ると推計している。
個別の児童虐待事件の一覧については、児童虐待事件の一覧を参照。また、兄弟姉妹間の虐待については、兄弟姉妹間の虐待を参照。

## 定義
世界保健機関 (WHO) では、Child maltreatmentは「18歳未満の子供に対して起きる虐待やネグレクト」と定義している。アメリカ疾病予防管理センター (CDC) では、「親またはその他の養育者の作為または不作為によって、児童に実際に危害が加えられたり、危害の危険にさらされたり、危害の脅威にさらされること」と定義している。
日本国では、児童虐待の防止等に関する法律第2条で定義されている。

## 種別

### 身体的虐待
殴る、蹴る、叩く、投げ落とす、激しく揺さぶる、やけどを負わせる、溺れさせるなど。結果として外傷がなくとも、その可能性が明らかにあった場合を含む。手や脚を使うこと全てが含まれているわけではなくて、裁判などでは、手でたたいた身体部位やそのたたき方（「拳」「平手」の別）、継続時間、などの差異が焦点となることがある。また、児童の側が先に殴りかかって保護者の側がとっさに応戦し短く殴った場合は含まない（正当防衛）。
なお、いわゆる「揺さぶられっ子症候群 (Shaken Baby Syndrome) 」として乳児が「硬膜下血腫、脳浮腫、眼底出血」の3症状があると児童虐待が疑われるが、小児脳神経外科医からは「3兆候イコール虐待」と判定すべきではないとの主張がある。判決では親族に実刑判決が出たのちに、無罪となる事例が出ている。眼底出血は確かに揺さぶられっ子症候群に伴いやすい症状であるものの、歩き始めの子供が軽く転倒するだけでも「中村1型」と呼ばれる乳幼児型の急性硬膜下血種が起きて、それが眼底出血を伴うこともある可能性を眼科医も示唆している。

### 性的虐待
児童性的虐待のことで、児童を性行為の対象にしたり、児童に対して強制的に猥褻なものごと（自らの性器や性交）を見せ付けたりすること。子どもへの性的行為、性的行為を見せる、ポルノグラフィの被写体にする、など。
全国統一ダイヤルで受け付ける子どもの電話相談「チャイルドライン」で、宮城県内から2017年度に発信された児童虐待の相談52件のうち、性的虐待が53.8%（28件）を占めていた。被害者は主に小学生から高校生の女子で、特に中学生が多く加害者の多くは実父とみられる。性暴力を受けたときに相談できるワンストップ支援センターの大阪支部では、2010年度から18年度に来所し、受診につながった者のうち19歳以下の子どもは1285人で6割を占めている。また17、18年度、家族からの性暴力を訴えた子どもは161人となり、実父からが36%、実兄・義兄からが18%を占め、そのほか母の恋人・祖父・いとこが加害者の事例もある。
内閣府男女共同参画局の「男女間における暴力に関する調査」によると、無理やりに性交等をされた被害者の女性は 7.8%、男性は1.5%であり、18歳未満のときにあった被害について、「その加害者は監護する者（例：父母等）でしたか」という質問に対して、「監護する者」が 19.4%であった。被害の相談をしなかったのは、女性で58.9%、男性で39.1%で、半数が羞恥心によると回答している。2020年厚労省の研究報告では日本では1日に1,000人以上の子どもが痴漢を含めた性被害を経験すると試算されている。痴漢(あるいは痴漢的行為を含む性的嫌がらせ)は、挿入の伴わない性的接触として性的虐待に明示的に含めた文献もある。小児性被害の男女比はおよそ1：2と言われている。
刑法200条に規定されていた尊属殺人の規定は、自己または配偶者の直系尊属を殺した者は死刑または無期懲役に処する旨、普通殺人よりも重罰規定が定められていたが、昭和48年4月4日最高裁判所大法廷にて憲法一四条一項に違反するとされ、1995年に刑法が改正（平成7年法律第91号）された際に傷害罪等他の尊属加重刑罰と共に削除された。本事件は、1968年（昭和43年）に実父 (53) を殺害した女性 (29) は14歳の頃より父より性虐待を受け、その結果親娘間で数名子を出産するなど夫婦関係を強いられ、職場で正常な恋愛相手に恵まれたが父に阻まれ思い余ったという背景を持つものだった。
2019年には生活保護受給世帯において女児が中学2年生から性的虐待が繰り返され、専門学校への進学資金を父が工面したことにより再び性行為を強要された19歳の娘に対する性行為について準強制性交罪に問われた事件で、第一審で父親が無罪となったが、名古屋高裁では、父親は逆転有罪となった。実父に小学生時代から性虐待を受けていた女性は「家族がばらばらになる」とその被害を長期間打ち明けられなかったが、父親は避妊しない性行為すら虐待だと認識していないことが裁判で明らかにされている。
2018年には離婚後に7年ぶりに会った娘 (13) に対し、体を触るわいせつ行為をする事件も起こっている。2020年10月には幼少期から中学生の頃まで性的虐待を受け、今もフラッシュバックなどの後遺症に悩まされているため、40代女性は父親に損害賠償を求め提訴した。父親は性交や猥褻行為を認めるものの、時効による除斥期間を主張していると報道されている。3歳から8歳まで叔父にあたる男性から性的虐待を受けた40代女性も叔父を提訴し、1審で時効排斥されたが2審の札幌高裁は鬱病の発症を新たな被害ととらえ、請求の一部を認めた。叔父側が上告し最高裁まで争った。両親からは身内の恥と黙っているよう示唆された。ドイツでは、性的虐待被害者が満21歳になるまで損害賠償請求権の時効が停止し、さらに30年間（満51歳まで）権利行使ができるよう段階的に法改正された。フランスでも満18歳まで時効が停止するなどの規定がある。
2020年コロナ禍の最中に性虐待が判明した少女には、10歳での母の恋人からの性暴力の妊娠や12歳での父からの性強要による事件も含まれ、日本は他国に比較し性虐待の顕在化がされていない可能性が高い一方で自分の体を守り大切にする性教育が不足しているため自らを責めたり我慢をする少女もいる。性虐待を呼び起こす原因は性欲ではなく支配欲であるとの分析もある。
社会福祉法人恩賜財団母子愛育会の平成26年度調査によると、一時保護所入所者の虐待は性的虐待が13.03歳でそれ以外は9歳から10歳と分析されている。
日本では明治時代に制定された性犯罪に関する制度の継続により、13歳の中学1年生から性行為に同意する能力があるとしている。2020年5月には、性的同意年齢を13歳からとしていた韓国では通信アプリのチャットルームで、脅迫などにより行わせた女性のわいせつな動画や画像を提供して暴利を得た「n番部屋事件」に中学生とみられる被害者が含まれていたことをきっかけとして年齢を16歳に引き上げた。またフランスも性犯罪事件によって15歳に引きあげられた結果、日本はアメリカ、ドイツ、イギリス、スウェーデンなど14歳から18歳とする各国より最も低い13歳となっていることにより、一層若年層に自己を守る知識が不可欠となっている。
教師や塾講師など信頼する身近な大人から猥褻行為や性暴力を受ける事件もあり、被害者は自傷行為に陥ったり成長してからその意味を理解して深く傷つく場合がある。身近な人物からの被害は3割に上り、フランスではどのような相手でも体の大切な部分を触らせない教育の重要性を説いている。
また、2017年に性犯罪を厳罰化する刑法改正案が可決成立し、第177条の強姦罪が「強制性交等罪」に改められ、被害者を女性に限っていた強姦および準強姦の罰則規定が、男性にも等しく適用されることになった。日本の未成年男子で何らかの性被害を受けたことがある人は高校生男子で5人から10人に1人、レイプ被害率は1.5%となっているとの統計もあり、男児だから性被害に合わないというわけではなく、自身を恥じ入りトラウマとなって精神的にも被害を受けるケースもあるため男女共に性犯罪を防ぐ知識と犯罪に遭ってしまった時のケアが大切となる。
男女交際の場においても、束縛や性行為の強要などが起こるデートDVの危険性がある。現在、児童ポルノ被害の約4割は「児童が自らを撮影した画像に伴う被害」で、児童がだまされたり、脅されたりして自分の裸体を撮影させられた上、メール等で送らされる被害が増加している。男女問わず銭湯やトイレ、階段などで盗撮される被害も起こっている。一度インターネットで拡散された画像や動画は完全に回収することはできず、性的画像を提供したり撮影されたことから取り返しがつかない被害を長期に被る危険性も現代に生きる子どもには不可欠な知識となっている。
また、電車などの公共の場においても、被害者は18歳以下の場合が71・5％で中学生以上の通学時だけでなく、性的知識が不十分な幼児や小学生がターゲットとなっている痴漢という性的虐待の多くが既婚男性が34.7％を占める4大卒のサラリーマンにより行われている。痴漢は再犯率が高く、加害者が反復する性的逸脱行動の結果、性依存症に陥っている。被害者は公共交通機関利用ができなくなったり、うつ病を発症するなどPTSDに苦しみ、自傷行為や自殺を考えるほど追い込まれる人もいる。電車内での痴漢行為という性犯罪に日常的にさらされた被害者の女子中学生が自殺念慮を抱きリストカットした事例もある。加害者は大人しそうで泣き寝入りしそうな人物を狙い、「制服は従順の象徴である」と判断して学生への加害行為に及んでいる。
フランスにおいても、虐待は貧しい家庭に起こりがちとの考えを覆すように、著名な法律家や建築家、政治家がその子供から性的虐待を告発されることが相次ぎ社会問題となった。また前妻の連れ子に6人の子どもを産ませ、それを村ぐるみで容認していた事件も起こっている。フランスでは2022年度から、小学校と中学校で計2回、医師の聞き取りによる近親姦予防診察が義務付けられると発表されている。欧米では、10歳の子ども30人中平均1人から2人は近親姦の被害者がいるとの推計もある。
また、人間における子供への性犯罪の前に加害者が子供の孤独や承認欲求につけこみ被害者との親密な関係性を築き、性犯罪に及ぶ準備の懐柔行為を示すことがある。グルーミングはツイッターやTikTokなどSNSを通じて行われることがある。2021年の性犯罪の刑法改正審議会では性交等又はわいせつな行為をする目的で若年者を懐柔する行為（いわゆるグルーミング行為）に係る罪を新設することについての審議が明記された。
2023年3月、BBCニュースによる大手男性専門芸能事務所「ジャニーズ事務所」の創設社長（享年87歳）による事務所所属の少年達への性的虐待報道後、同年6月、元所属タレントたちが、子どもの性被害を防ぐため児童虐待防止法の改正を求めて約3万9000人分の署名を各党に提出した。

### 心理的虐待
言葉による脅し、無視、兄弟間での差別的扱い、子供の目の前で家族に対して暴力をふるう (DV) など。児童に対して心理的な後遺症が残るほどの言葉の暴力、極端な恫喝を行うこと、兄弟間の極度な差別的扱い、また、無視しつづけること、存在価値自体を否定することが虐待の根源とされる。離婚、別居などで両親が不和な家庭環境に多く見られる、監護親によって別居親の存在を否定される事は、これすなわち子どもにとって生命の誕生をも否定される事となり心理的成長阻害の代表的例となる。母親が子供に対して連日のように「あんたさえいなければ私は再婚できる。あんたさえ消えてくれれば。」「あんたの父親（母親）はろくな人間じゃない。」などと言い続けることもこれに該当する。洗脳虐待も含まれる。

#### 教育虐待
2016年8月には、有名大学を卒業しトラック運転手だった父親による、中学受験を控えていたが成績が上がらなかった小学校六年生の長男への刺殺事件（名古屋小6受験殺人事件）という教育虐待が発生している。
また、2018年1月には、実母から医者になることを強要され身体的虐待や精神的な支配を長期間され、9浪人を余儀なくされた娘が母を殺し逮捕された事件が起こっている。

#### 宗教の信仰等に関係する児童虐待
2022年12月、旧統一教会に関する
宗教2世の問題から、厚生労働省は「宗教強制は児童虐待」として指針を公表した。宗教活動へ参加することを体罰により強制する、鞭でたたくなどが例示として挙げられている。

### 育児放棄
児童の心身の正常な発達を妨げるような著しい減食、もしくは長時間の放置その他の保護者としての監護を著しく怠ること。「長期間にわたって食事を与えない」の他にも、「病気になっても病院に受診させない」、「乳幼児を暑い日差しの当たる車内に放置する」、「習慣的に下着などを不潔なまま長期間 放置する」、「（幼稚園、保育園、保育所、学校への）通学を行わせない」などが含まれる。保護者による治療拒否は特に医療ネグレクトと呼ばれ、その結果が児童の生命・身体に重大な影響をおよぼす場合には親権停止の審判などの対象になるとされる。

## 歴史
1874年4月、アメリカ・ニューヨークにおけるメアリ・エレン・ウィルソン事件により、ニューヨーク児童虐待防止協会が設立された。後年には、イギリスで1884年に、民間組織として児童虐待防止協会 (Society for Prevention for Cruelty to Children) が設立され、その後は全国児童虐待防止協会 (National Society for Prevention of Cruelty to Children) となる。1960年、フランスの歴史学者フィリップ・アリエスが『〈子供〉の誕生』（こどものたんじょう、フランス語: L'Enfant et la Vie familiale sous l' Ancien Regime）を発表した。1962年に、ブレスラウ生まれのユダヤ系ドイツ人で、ナチズムの勃興と共に米国に亡命し、米国で小児科医となったC・ヘンリー・ケンプは、1962年に、「被殴打児症候群（英語: Battered Child Syndrome）」を報告した。

## 原因
学説によれば、保護者による児童虐待は、いくつかの要因によって起きる複雑な現象であるとされている。児童虐待の受けやすさを増す要因をリスク要因、受けやすさを減らす要因を保護要因といい、リスク要因の一部があってもそれだけで児童虐待が起きているとの判断は必ずしも下せないが、要因が重なることにより虐待の発生リスクが高まるといわれている。
乳児が泣き止まない、夜尿、おもらし、大便もらし、食べない、隠れ食い、盗み食い、親を睨み返すなどのことがきっかけで親の中にある子どものイメージと異なる行動を子供がしたとき、親に怒りが生じて暴力に向かうきっかけのできごととなる。親が怒りの感情を持ちやすい、または怒りをコントロールできない。また、特定の子どもだけが怒りの対象となることがある。
東京都の一時保護後の退所先別集計では、平成30年度は全2,196件中、帰宅が1,360件で最多、次いで児童福祉施設入所302件、他の児童相談所・機関に移送543件となっていて一時保護の後に帰宅するケースが多数のため、「親を責めない」という原則のもとに、親の治療の援助をすることが肝要となる。
厚生労働省科学研究H20・21年度「子ども虐待問題と被虐待児の自立過程における複合的困難の構造と社会的支援のあり方に関する実証的研究」（研究代表松本伊智朗）に基く調査は、Ａ県の児童相談所における、5歳、10歳、14歳、15歳の平成15年度虐待受理ケース129例の記録を研究メンバーが児童票より転記し、個人情報の保護が可能な119例を整理した上で分析するという方法をとったが、虐待事例における障がいをもつ子どもの比率と、養育者自身が障がいを有している割合が高く、本調査の119事例の中で、56例が当該児童に障がいがあり、48例はきょうだいに障害がある。当該児童ときょうだいの両方に障害がある事例は33であり、きょうだいにのみ障害があるのは15例である。つまり、71事例は、障害を持つ子どもを養育していることになる。さらに、養育者が知的障がい、発達障害、その他の疾病・障害がある（精神障害を除く）事例は40に上り、子どもの障害とも重複する。家族に障害児者がいない事例は119例中26となり、障害の偏在化が明らかであった。
このほか、脳神経科学研究センターの親和性社会行動研究チームの研究によると、子どもが死亡するなどした虐待事件で、実名報道された親たちを対象とした調査では幼少期に自身が虐待を受けた、親が不在だった、などの逆境体験がある人は58%、精神科通院歴や依存症などのある人は71%。また、90%以上が子育てする環境に大きなストレスを抱えていたことが明らかになった。ただし、この調査結果は虐待を受けた人が必ず虐待を繰り返すという意味ではないと注釈されている。虐待が行われる、または行われやすい親に対し、親子の愛着の回復を目指す行動療法の実施や訪問看護、親同士の交流会といった支援の取り組みも行われている。

### 個人的要因
生物学的特性（年齢や性別など）やその他の個人の特性が児童虐待の要因となっている場合がある。

#### 親の側の要因
- 養育者におけるリスク要因
  - 実子ではなく、連子や養子である事。
  - 困難を伴った妊娠や合併症を伴う出産[53]
  - 子どものころの虐待経験[53]。ただし、虐待の世代間連鎖（虐待の連鎖）は30%ほどと言われ、子どもを虐待する親は被虐待経験を持つことが多いが、虐待を受けている子どもが将来必ずしも虐待をするとは限らない。[54]
  - 子どもの発達に対する無知または非現実的な過度な期待[53]
子どもの正常な発達についてよく知らない親は、しつけのつもりで子どもを虐待してしまうことがある。例えば1歳の子どもに排尿管理をさせようとして罰を与えても効果はない[61]。虐待の範囲を知らない親も多い。
  - 身体的・精神的な健康問題や認知障害の存在[53]
  - アルコールや薬物などへの依存[53]
薬物依存は、児童虐待の重要な要因である。米国のある研究によれば、薬物依存が証明された患者では、（多いのは、アルコールやコカインやヘロインであるが）子どもを虐待する割合が、ずっと高い。また、裁判所が命じたサービスや治療から脱落する割合が高い。別の研究によれば、児童虐待のケースの3分の2以上では、薬物依存の問題を抱えている。この研究は、アルコールと身体的虐待、コカインと性的虐待の関係が深いと報告している[62]。
  - 犯罪行為に巻き込まれている場合[53]
  - 社会的に孤立している場合[53]
  - 抑うつ感・自己評価の低下・自己不適応感の存在[53]
  - 若年であること等による養育スキルの欠乏[53]
  - 経済状況が困難な場合[53]
失業と経済的困窮は、児童虐待の増加と関係している。2009年のCBSニュースは、経済不況の時に、米国の児童虐待件数が増加したことを報道している。子どもの世話をあまりしてこなかった父親が、子どもの世話をするようになると、子どものケガが増えるのである[63]。
- 子どもにおけるリスク要因
  - 望まない妊娠や出産であった場合[53]
望まれなかった妊娠で生まれた子どもは、虐待を受けたりネグレクトされたりする割合が、より高い。そして、望まれなかった妊娠では、意図的な妊娠と比較して、虐待的な人間関係である割合が、より高い。望まれなかった妊娠では、妊娠期間中に妊婦が身体的虐待を受けるリスクが、より高く、母の精神衛生が悪化し、母と子の関係の質が悪化する。
  - 妊娠中に両親の死別または離別があった場合[53]
  - 母親の育児不安が大きい、産後うつ病[54]
  - 多子世帯[54]

#### 子ども側の要因
- 望まれない、もしくは親の期待に応えられない[3]。
- よく泣き続けるなどの気質、もしくは身体的特徴に異常がある[3]。
- ニューロダイバーシティ（知的障害または発達障害）がある[3]。
- LGBTである[3]。

### 関係性要因
家族や友人など個人の社会的関係性が児童虐待の加害者または被害者となるリスクとなる場合がある。
子どもの殺害に関する1988年の米国の研究は、非生物学的な親は、生物学的な親に比べて、100倍も多く子どもを殺害すると報告している。非生物学的な親とは、例えば義理の親、同居人、生物学的な親のボーイフレンドやガールフレンドである。これについての進化的心理学による説明は、他人の生物学的な子どものために自分の資源を使うことは、繁殖で成功するチャンスを増やすには、良い戦略ではないということである。もっと一般的に言えば、義理の子どもは、虐待を受ける割合が、ずっと高いということである。これはシンデレラ現象と呼ばれている。
片親に育てられる子どもは虐待を受けやすい。米国の統計によれば、片親家庭の子どもが虐待を受ける率は、子ども1,000人に対して27.3人であり、それは、両親のいる家庭の子どもが虐待を受ける率15.5人の、約2倍である。また米国の高校生1,000人を対象とした調査では、実父と実母のいる家庭で育った子どもが虐待を受ける割合が、3.2%であったのに対して、それ以外の形態の家庭で育った子どもが虐待を受ける割合は、18.6%であった。虐待の加害者に最もなりやすいのは、片親の実母である。
関係性要因には下のような要因がある。
- 親子間における愛着の欠如等[53]
- 家族に身体的・発達的・精神的な健康問題が存在する場合[53]
- 家庭崩壊の存在等[53]
- 家庭内暴力の存在等[53]
- 地域内で孤立している場合[53]

### 地域的要因
近隣・学校・職場など社会的関係を生じる環境がリスクとなる場合がある。
地域的要因には下のような要因がある。
- 家族等を支援する制度の欠如[53]
- 失業率の上昇[53]
- 近隣住民が流動的な地域である場合[53]

### 社会的要因
社会規範・経済格差・セーフティネットの欠落など社会基盤の状態がリスクとなる場合がある。
社会的要因には下のような要因がある。
- 低い生活水準や社会経済上の不平等・不安定を引き起こすような政策[53]
- 対人暴力に対する社会的・文化的規範[53]

平成15年子ども家庭総合研究事業「児童相談所が対応する虐待家族の特性分析」調査では、3都道府県17児童相談所において14年度中に一時保護され一定の方針が立った501ケースの家庭を調べている。経済状況についての分析では、「生活保護世帯」が19%，「市町村民税非課税」「所得税非課税」世帯が併せて26%となっていた。併せると半数近くとなり，日本全体の有子世帯に比べると，虐待ケースの家庭は低所得世帯に偏っている結果となった。特に母子家庭で見ると生活保護率が45.9%で父子家庭も20.8%とひとり親家庭において生活保護率が高くなっている。また虐待問題を抱える家庭において、ひとり親家庭の割合はきわめて高い。虐待種別ではひとり親家庭でのネグレクトが多い傾向が出ている。
経済状況と虐待とも関連が深く、2006年の報告では虐待のために児童養護施設に入所した100例を調査したうち、親の精神障害、ひとり親家庭、生活保護家庭が3割以上を占めており、無所得も2割あった。

## 影響

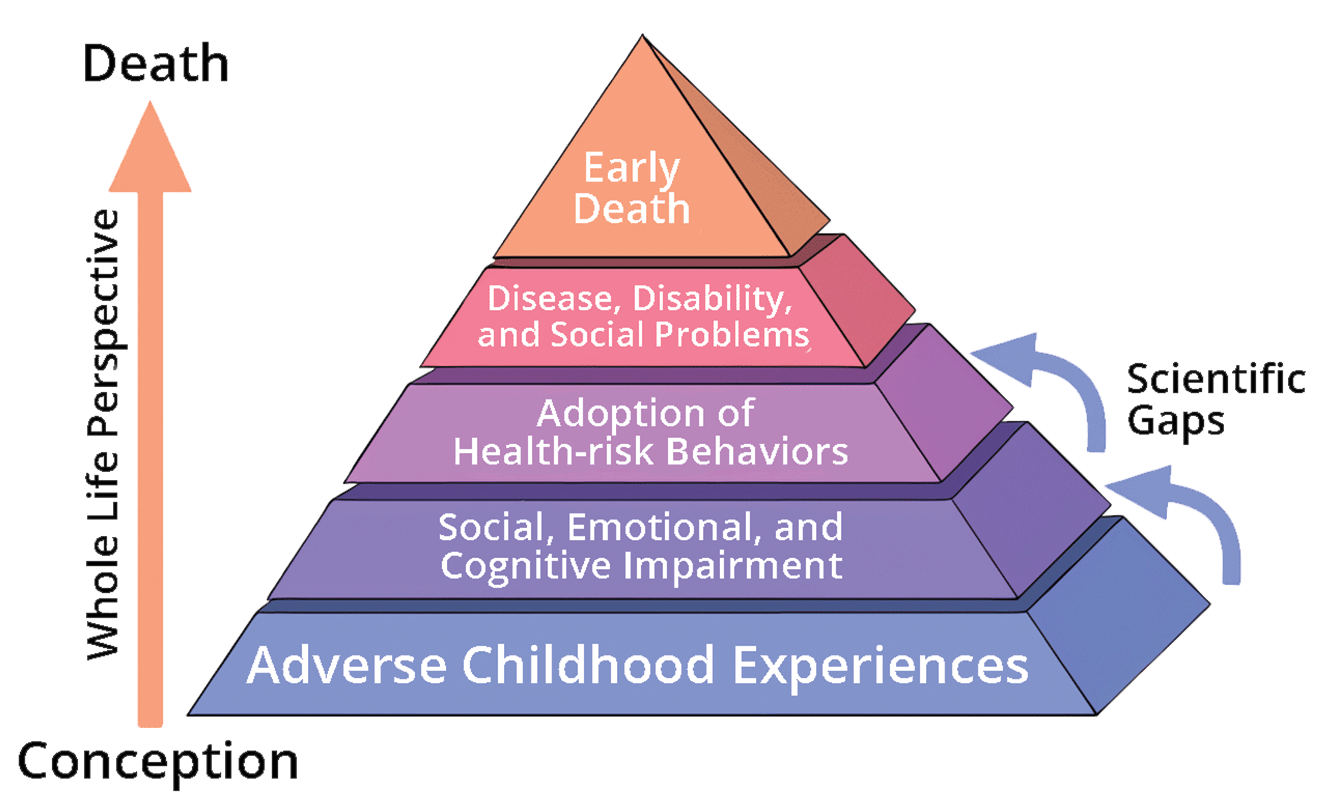
有害な幼時体験に関する研究（Adverse Childhood Experiences Study）による。虐待のその後の人生に対する影響。社会的・感情的な不全、健康に有害な行動、傷病・有害行動と発展し、早期死に至る。

児童虐待は、以下の疾患の原因となる。
- 暴力行為の加害者もしくは被害者になる[3]
- 不安や自己破壊的行動[2]
- 抑うつ[2][3]
- 喫煙[3]
- 肥満[3]
- ハイリスクな性的行動[3]
- 望まない妊娠[3]
- アルコール乱用、薬物乱用[2][3]

児童虐待は子どもに生命上の危険や身体的な後遺症を生じさせるおそれがある。また、人生の早期に親又は親に代わる保護者などから心的外傷やトラウマがもたらされるため、その後の人生に深刻な影響を与えるおそれがある（複合型心的外傷後ストレス障害、PTSD）。
2015年11月から2016年1月時点での少年院の在院者は、被虐待経験のある人が60%、家族以外の第三者からの被虐待経験者は約80%と高率だった。特に女子は被虐待経験者が約70%、第三者からの被虐待経験者は90%となっていてその後の人生に影を落としている可能性がある。
令和元年度犯罪白書によると、平成30年少年院入所者のうち、男子は33.7%女子は51.4%が被虐待経験を持っており、多くは身体的虐待を受けた経験がある。ただし、被虐待経験の有無・内容は，入院段階における少年院入院者自身の申告等により把握することのできたものに限られている点に留意する必要があるとされている。
望まない妊娠においては、高校生など学生で妊娠に至った場合、学校は退学処分になり将来の夢が阻まれるほか、2017年には東京都台東区で女子高校生が妊娠が分かり親からの叱責などを恐れ交際相手に嘱託殺人させた事件や千葉市では2018年に交際相手(16)が出産した新生児の遺体を自宅に隠した少年(17)の事件、2017年には静岡市で女子大生(20)が乳児遺体遺棄で逮捕される事件が起こっている。厚生労働省の虐待死の統計では、その被害者は半数以上が0歳であり、児童虐待死が最も多いのは「0歳0ヶ月0日」となっている。

## 診断

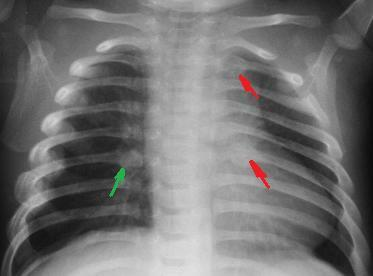
複数の肋骨骨折が見られる児童

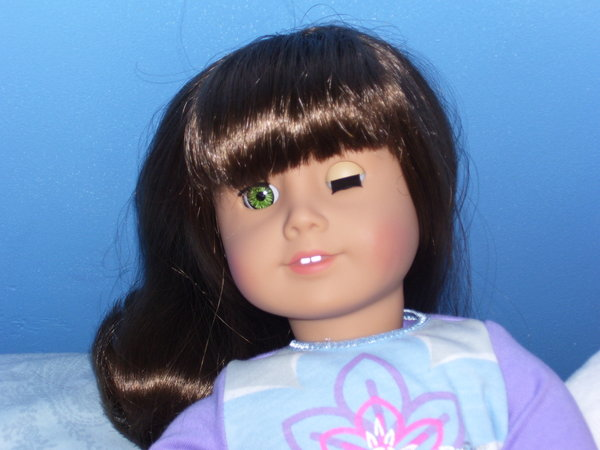
人形は虐待歴診断する助けとなることがある

子どもが、あざ（手の形をした）、噛み傷、裂傷、やけど、凍傷、骨折、頭蓋骨骨折、眼科外傷、脊髄損傷、内臓損傷、口腔内損傷、適切な説明の無い怪我、肛門や性器のあざ、性感染症などの場合、これらは身体的虐待の可能性を検討する。
また、子供の行動や感情が年齢相応に発達しておらず、また神経発達症（注意欠陥多動性障害、自閉症スペクトラム障害など）ではない場合、これらは虐待の可能性を検討する。
また、子どもが重度で継続した感染（疥癬やアタマジラミなど）を持っていた場合、適切でない衣装や靴をずっと着用していた場合、栄養失調と思われる場合、これらはネグレクトの可能性を検討する。

## 被虐待児症候群
被虐待児症候群（英語: Battered Child Syndrome）は、C・ヘンリー・ケンプらによって1962年に初めて記述された。被虐待児症候群とは、身体的虐待やネグレクトが繰り返されることで幼い子供たちが受ける一連の傷害を表す用語である。これらの症状には、骨折や複数の軟部組織損傷、硬膜下血腫（脳内出血）、栄養失調、皮膚衛生不良などが含まれる。
被虐待児症候群を患う子供は、虐待とは関係のない問題や急性の傷害で診察を受けた際に、医師の注意を引き、検査によって長期にわたる虐待の兆候が明らかになることがある。ほとんどの場合、養育者は目に見えて明らかな傷害を些細な事故のせいにして正当化しようとし、傷害の理由を尋ねられると、気難しい、不器用といった、子供の行動や癖のせいにすることがある 。虐待されているにもかかわらず、子供は親への愛着を示すことがある。

## 予防
多くの国で行政組織や民間団体などが対策を講じている。WHOの「暴力と外傷の予防」部門の Mikton は、児童虐待予防のための対策の効果を、先行する諸研究を検討して評価した。その結果、家庭訪問、親への教育、頭部外傷予防、多方面の介入には、児童虐待を減らす効果が認められた。また、家庭訪問、親への教育、性的虐待予防には、児童虐待のリスクを減らす効果が認められた。
虐待を受けていた者が子供に虐待をすることを避けるための自助グループや、虐待をする親を対象としたペアレンツ・プログラムの実施と、当事者・ほかの家族、支援者が一堂に会する会議で解決策を当事者自身が決め、支援者がその進捗を見守る制度を運営するNPOがある。
兵庫県明石市では、児童の安否確認のために、子どもと会えない、会わせてもらえないような場合は、児童手当の振り込みを停止し、子どもを連れてきてくれたら手渡しするようにしている。
なお、虐待の予防という観点から、児童虐待より広い概念である「大人の子どもに対する不適切な関わり」という意味のマルトリートメントという概念が用いられることもある。

## 対策
マルトリートメント（子どもに対する不適切な関わり）に対する社会的介入のレベルはグレーゾーン、イエローゾーン、レッドゾーンの3つに分類される。
- グレーゾーン（要観察、要支援、啓発・教育） - 虐待までは至らないものの不適切な養育にあたる状態[53]

育児指導、妊婦健診、出産前小児保健指導（プレネイタルビジット）、新生児訪問、乳幼児健診などによる支援を通じて事態の深刻化を回避する段階である。
- イエローゾーン（要支援） - 子どもを継続的に見守り、養育者への支援を行う必要がある状態[53]
- レッドゾーン（要保護） - 子どもの命や安全を確保するため保護が必要とされる状態[53]

虐待を受ける子供が発達の遅れや衝動的な行動をすることで親は疲弊し、怒りをコントロールできないことがある。また虐待の親子連鎖がある場合も報道されている。また保護したあとの受け皿がなく、保護は子どもが親に愛着を持っている場合には子の発達にマイナスになる恐れも元児童相談所職員は指摘する。虐待後の対応には、親の回復に向けたケアの受講を命じ、家族再統合の基準を作って審判することを裁判所が行うべきだとの意見もある。
虐待を行う保護者は自身の成育歴及び信念から、自らの行為を「躾」だと信じて疑わないことがある。カウンセリングを継続的に受けることにより、虐待された側の心理を理解していくことがあるが加害者更生プログラムの実施体制は十分でないことが指摘されている。
虐待者は虐待をしている自覚がなく、児童相談所でも虐待を否定し続け、認める方が少数である。
2020年4月には神奈川県警に殺人など凶悪事件を捜査する捜査1課に児童虐待専従捜査班を新設した。

## 援助
児童虐待の事例への介入として、オープンダイアローグの手法を用いることが試行されている。
報告されているメリットは以下のようなものがある。
1. 支援者の肩の力が抜け、柔軟になれる。
2. 問題をめぐる矛盾した考え（声）を表現でき、透明性が高まる。
3. 当事者の発言が増える。

この手法を用いることで、被害者・加害者・支援者、全体にとって有益な回復をもたらす対話の場面を、より積極的に作り出す効果が期待できる。ただし、暴力という問題の深刻さから、安全な対話の場を設定することの工夫や準備が必要である。
虐待を受けている子どもは恐怖または愛情から親をかばうことがある。自分から虐待を受けたことを訴えることは稀であり、虐待について確認しても、否定したり、一旦は認めても後からその事実を取り消したりする子どももいる。虐待を受けているという認識を持てないでいる子どもも少なくなく、虐待を受けた子どもの多くは、虐待を受けたのは自分が悪かったせいだと認識している。このため、支援者から自宅に戻りたいか尋ねられると帰ることを希望し、一時保護が解除され結果死亡に至るケースもある。
大阪府では未受診や飛び込みによる出産を分析し、受診妊娠と児童虐待死亡事例の背景因子が非常に類似していることを確認し、未受診妊娠で出生した子どもたちがその後児童虐待を受ける事例が多数報告されたことを把握した。これにより大阪では未受診妊娠対策医療機関を中心に実施されている。
「虐待を認めない者（行為も虐待も認めない者、行為は認めるが虐待を認めない者）」の割合は、男性が約62%、女性が約48%で、男性の割合が約14%高くなっている。「虐待を認めない者」は援助を求めない。しかし、虐待者の中には「虐待は認めても援助を求めない者」も存在し、「援助を求めていない虐待者」の割合は、男性で81.1%、女性で63.4%となっている。女性虐待者へのプログラムはあっても、男性虐待者へは「東京都児童相談センター」と「大阪市児相」「茨城中央児相」が男性向けのグループ療法を開始しているが、男性向けプログラムを用いて実施しているのはこの3児相のみと指摘されている。
2008年4月から6月までの全国の児童相談所が取り扱った約10,000件のケースについて、「児童虐待相談のケース分析等に関する調査研究」として全国児童相談所長会が2009年に報告書を作成している。その調査報告の中で、虐待者における虐待の認知状況についての項目では、行為も虐待も認めないものが17.3%、行為は認めるが言い逃れにより虐待を認めないものが15.7%、行為は認めるが信条によるとして虐待を認めないものが19.3%、虐待を認めて援助を求めているものが30.4%となっていた。
繰り返しDV、虐待を行う加害者を更生させる支援についての重要性を支援NPO団体の理事長は述べている。
2019年6月公布の児童虐待防止対策の強化を図るための児童福祉法等の一部を改正する法律により、令和4年度までに「児童の保護及び支援に当たって、児童の意見を聴く機会及び児童が自ら意見を述べることができる機会の確保、当該機会における児童を支援する仕組みの構築、児童の権利を擁護する仕組みの構築その他の児童の意見が尊重され、その最善の利益が優先して考慮されるための措置の在り方について検討を加え、その結果に基づいて必要な措置を講ずるもの」とされている。三重県では子どものアドボケイト（代弁者）制度を試験導入し一時保護所でも子どもの意見を聞く取り組みを行った。

## 各国の状況
| 機関での保護率 | 機関での保護率 | 虐待の確認率   | 虐待の確認率 |
| イングランド   | 1.5%           | カナダ         | 2.2%         |
| カナダ         | 2.2%           | イスラエル     | 1.8%         |
| オーストラリア | 3.3%           | アメリカ合衆国 | 1.2%         |
| アメリカ合衆国 | 4.8%           | オランダ       | 0.4%         |
|                |                | イギリス       | 0.2%         |

2000年の被虐待児童数は、ドイツは31,000人、フランス18,000人である。米国が突出している。
日本における虐待通告相談件数は拡大し続ける一方で、社会的養護の受け入れ可能数は、施設・里親合計しても5万床であるがゆえに、通告の90%以上の子どもは自宅に戻されるため、戻された子どもは不適切な養育環境の中で居続けるという懸念を表明する者もいる。また、通告相談件数も、OECDの子ども人口と保護児童数の比率（2007年）ではフランス・カナダ・デンマークでは人口の1%を、ドイツなどでも0.8%を保護する中で、日本の0.17%の低さを虐待が未だ顕在化していないとの意見もある。

### アメリカ合衆国
米国では1960年代から児童虐待が社会問題として意識されるようになった。1970年代に入り連邦政府による取り組みが始まり、州レベルでも多角的で多様な対策が講じられている。国家レベルで扱っている組織としては「National Alliance of Children's Trust Funds」および「Prevent Child Abuse America」が挙げられ、どちらも各州にメンバー（支部）がありそれらを束ねている。また、連邦政府のChildren's Bureauがある。州レベルでは、各州政府の児童保護サービス(Child Protective Services, CPS)がある。

#### 各州政府
米国では児童福祉についての一次的責任は各州が負っており、州ごとに法令や行政の取組みを行っている。しかし、連邦政府からの助成を受ける要件を満たすよう連邦政府の方針に従った整備が行われており、施策の平準化・統一化や組織間の連携がなされている。
なお、米国各地域のChild Advocacy Center（CAC）によって、児童虐待に関する調査が行われている。このChild Advocacy Centerというのは、最初はアラバマ州のハンツビルで地方検事のRobert Cramerによって構成されたチームで、児童虐待についての捜査を迅速かつ効率的に行い、最終的には子供のトラウマを減らしたりすることを目的としていた。
アメリカロスアンゼルス群では虐待対応組織はDCFS （Department of Children and Family Services）であり、全ての人に通報の義務があり、通報後に深刻度により2時間以内（通報を受けたら直行する）、3日以内、5日以内（シビアな事例ではないが、調査は必ず行う）に対応するレベル分けがされる。虐待者が援助プログラムに同意した場合には、カウンセリング等のかかわりが開始される。一方で虐待の事実はあるが、虐待者同意しない場合にはDCFSが親を説得する事実が必要であるため「戦略」と「ネゴシエーション（交渉）」を続けるものの、最悪の場合子どもが死んでしまっても、親が同意しなかったということになり、DCFSの責任は問われないこととなっている。

#### 連邦政府
連邦政府は1974年に保健福祉省に児童虐待及び放置全国センター（National Center on Child Abuse and Neglec、NCCAN）を設置するとともに「児童虐待の防止及び対処措置法」を制定した。
米国政府は、児童虐待を防止するためにいろいろな施策を行っている。
- 看護師による家庭訪問‥‥妊娠中と生後2年間は、看護師が定期的に子どもを訪問する
- 親教室‥‥育児の仕方、利用できる制度・組織について説明する
- 子どもへの安全教育‥‥良いタッチと悪いタッチの区別を子どもに教える
- 育児のサポートグループ
- 養子制度
- 緊急時のホットライン、Crisis Nurseries 緊急収容施設

また間接的な施策として、
- 夫婦が良好な関係を維持するような情報提供[109]
- 父親が子どもへの関与を増やすような広報も行っている[110]。

#### 統計
2010年の保健福祉省による報告(NIS-4)では、身体的虐待・性的虐待は6割以上の減少傾向にあるとしている。ただし、精神的ネグレクトは1割程度の増加傾向にある。
なお、米国では、有形力の行使による児童懲戒が認められており、「虐待」とはみなされていない。ある調査によれば、大人の82%は、「子どもの頃に、親にスパンクされたことがある」と答えている。また、多くの人は「親によるたいていの体罰は、虐待ではない」と答えている。日本のある育児雑誌が読者アンケートを行ったところ、回答した親の62%は「子どものおしりをたたくことがある」と答え、55%は「子どもの頭をたたくことがある」と答え、「子どもをたたかない主義」と答えたのは12.2%であった。
ミネソタ大学の「早期教育と発達のためのセンター」は、罰の使用について、「教育的な雰囲気の中で、良い行いに対するポジティブな賞賛やご褒美などと共に、軽い罰を例外的に使用するのであれば、罰の使用は容認できる」としている。
米国の裁判所や 児童保護サービス(Child Protective Services)は、親の処遇を決める際に、次の諸点を考慮している。
- 子どものケガの重さ
- 子どもの年齢と発達の度合い
- 体罰の方法
- 体罰の頻度
- 体罰が子どもの精神や発達に与えた影響
- 体罰の動機（目的）

米国児童保護サービス(CPS)は、2013年には約67.9万人の児童が虐待の被害者となったとしている。
| 児童の年齢 | 不適切行為 | 虐待 | ネグレクト |
| ---------- | ---------- | ---- | ---------- |
| 00-02歳    | 33.4       | 27.3 | 06.1       |
| 03-05歳    | 34.9       | 26.8 | 09.9       |
| 06-08歳    | 42.4       | 33.1 | 13.1       |
| 09-11歳    | 38.3       | 30.4 | 10.9       |
| 12-14歳    | 37.6       | 28.6 | 12.6       |
| 15-17歳    | 29.0       | 21.6 | 10.9       |

| 重症度       | 白人 | 黒人 | ヒスパニック・ラテン系 |
| ------------ | ---- | ---- | ---------------------- |
| 深刻         | 4.6  | 8.8  | 5.2                    |
| 中程度       | 7.2  | 13.7 | 8.1                    |
| 強く疑われる | 0.7  | 1.5  | 0.8                    |
| 計           | 12.6 | 24.0 | 14.2                   |

### フィンランド
フィンランド国立健康福祉研究所は、児童虐待を予防するために、育児の重荷を分かち合うことを勧めている。
- 母親は、小さい子どもを虐待することがある
- 母親が支援なく放置されると、子どもを虐待することがある
- 母親は、育児のストレスや重荷を分かち合う人を必要としている
- 人間の子どもは、非常に多くの世話を必要としている
- 人間の子どもは、自立するまでに長い時間がかかる
- 一人で育児が出来るという人はいない
- 親の利益と子の利益は完全には一致しない
- 複数の大人が育児に関わると、子どもの発達は促進される

### オーストラリア
オーストラリアでも（一財）自治体国際化協会シドニー事務所によると、家族法に親子断絶防止のため条項が2006年明記され「親の権利」が強化されたが、面会中に児童が親に殺害されるなどの事件を受けて、2011年にさらなる法改正が行われ「フレンドリー・ペアレント」条項は廃止されて親の権利より子供の安全が重視されて面会交流の制限なども実施されている。

### ドイツ
代替的養護の利用者数は2012年12月末現在、里親養護が64,851人、施設養護が66,711人で、総人口に占める代替的養護（家庭外ケア）の割合は人口1万人中13.8人（2010年）である。ドイツの少年局は、児童及び青少年の福祉が急迫の危険にさらされていれば、事前の親の同意または家庭裁判所の関与がなくても、行政行為の一つとして、子どもを緊急かつ一時的に保護することができる。行政による児童虐待への対応が遅れて死亡事件が発生したため対応強化が図られている。また、ドイツ民法における親権に懲戒権は含まれていない。

### 日本
日本においては児童虐待の防止等に関する法律にて禁止されており、厚生労働省が所管している。都道府県は児童相談所を設置し、これは一時保護施設（シェルター）を備えている。被虐待児は児童福祉法に基づく要保護児童の対象である。